# Holland, Michigan
Holland, Michigan là một thành phố thuộc quận Ottawa và Allegan trong tiểu bang Michigan, Hoa Kỳ. Thành phố có tổng diện tích 44,94 km², trong đó diện tích đất là 42,97 km². Theo điều tra dân số Hoa Kỳ năm 2010, thành phố có dân số 33051 người.